# Erbsälzer

Stadtbild Werl mit Erbsälzerwappen

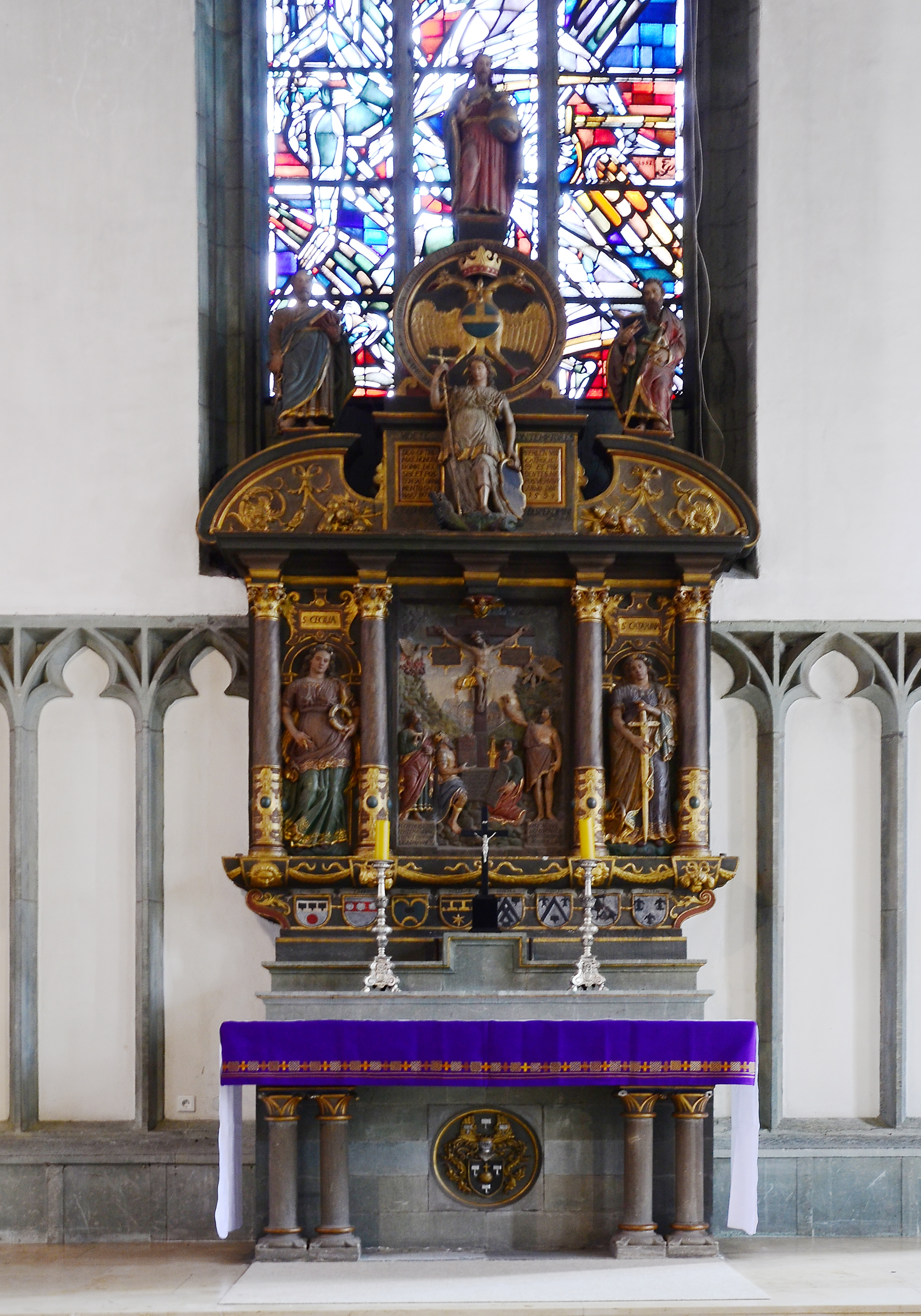
Erbsälzeraltar mit den Wappen der Erbsälzerfamilien

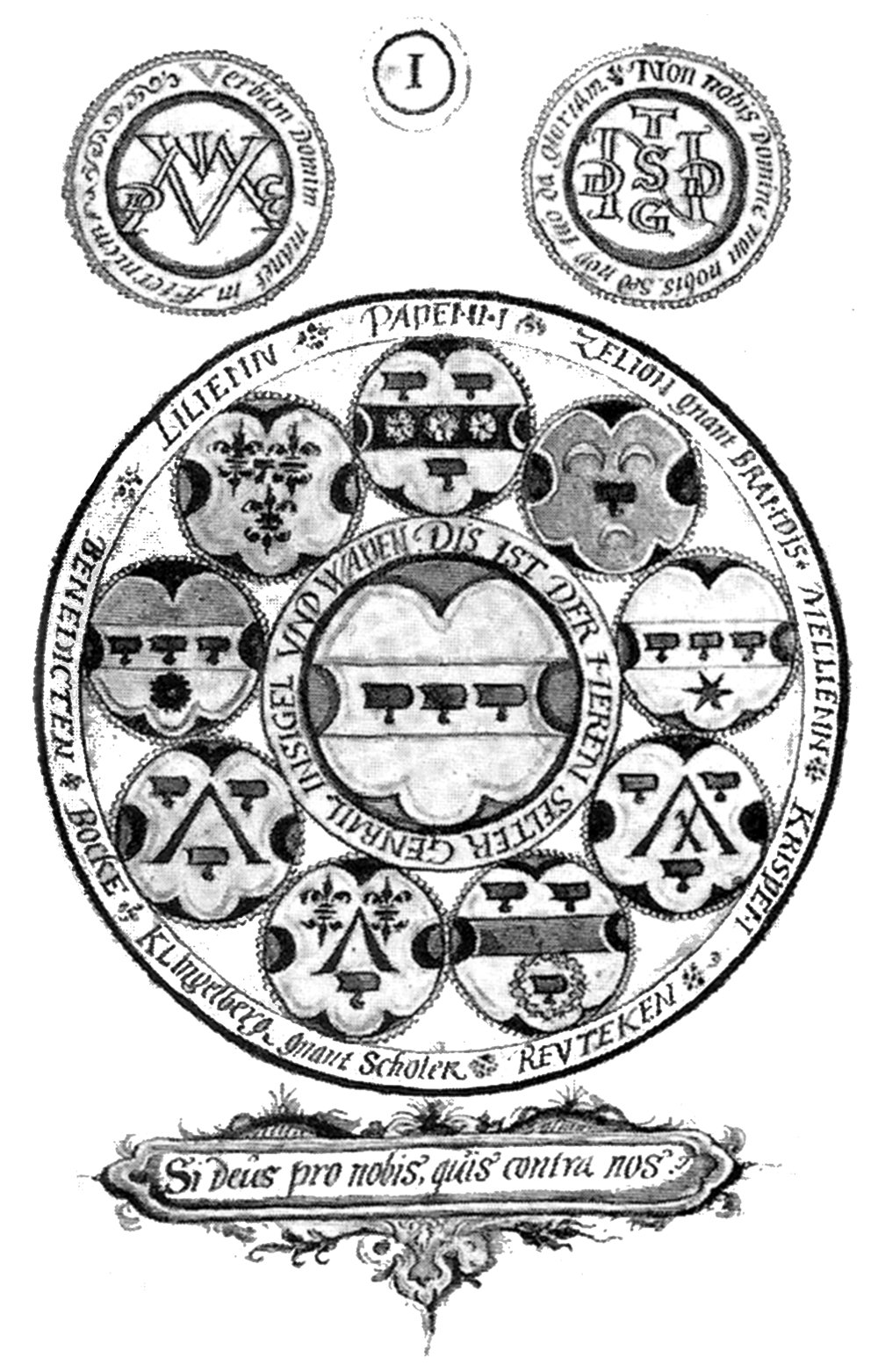
Titelblatt des Sälzerbuches von 1581 mit den Wappen der Erbsälzerfamilien

Die Erbsälzer stellten das Patriziat der Stadt Werl dar.

## Geschichte
Die erste urkundliche Erwähnung der Erbsälzer stammt aus dem Jahr 1246, als Erzbischof Conrad von Köln die besonderen Privilegien der Werler Sälzer bestätigte. Über die Jahrhunderte waren insgesamt ca. 44 Familien Mitglieder der Erbsälzer, u. a. auch die Familien Reuteken, Blesse und Dunker. Bis zum Ende des 16. Jahrhunderts schrumpfte die Anzahl der siedeberechtigten Familien auf acht:
- Benditt (bis 1789)
- Bock (bis 1611)
- Brandis (Zelion genannt Brandis) (bis 1870)
- Crispen (bis 1718)
- Klingenberg genannt Schöler (bis 1776)
- Lilien
- Mellin (bis 1837)
- Papen

Sie hatten das erbliche Recht der alleinigen Salzgewinnung in der Stadt. Die Erblichkeit des Siederechts galt nur für katholische, männliche eheliche Nachkommen mit Wohnsitz in Werl, die Residenzpflicht ist später weggefallen. Die Reichsadelsstandsanerkennung erhielten die Erbsälzer 1708 durch Kaiser Josef I. aufgrund einer Urkunde des Königs Sigismund aus dem Jahre 1432. Nach längeren Querelen zwischen den Erbsälzern und den anderen Ratsmitgliedern ordnete Erzbischof Hermann IV. 1485 an, dass die Sälzer die Hälfte aller Ratssitze bekommen sollten. So erlangten die Sälzer ein politisches Übergewicht in der Stadt. Schon 1382 hatte der Landesherr in die Ratswahlordnung eingegriffen, indem er anordnete, dass bei der Ratswahl ein erzbischöflicher Kommissar den Vorsitz zu führen habe. Meist wurde dem Drosten dies Amt übertragen, der hatte nach den Wirren der Reformationszeit auch die Aufgabe zu überwachen, dass nur katholische Männer zum Rat gewählt wurden.
Das „Collegium der Erbsälzer zu Werl und Neuwerk“ existiert noch heute. Regelmäßig zum Fest des Heiligen Michael am 29. September treffen sich die verbliebenen Familien von Lilien und von Papen in Werl zur Feier der Heiligen Messe und zum anschließenden gemeinsamen Essen. Darüber hinaus verwaltet das Collegium seinen Besitz, u. a. einen Teil des Kurparks in Werl.